# Algerije op het wereldkampioenschap voetbal 1982
Algerije was een van de 24 landen die deelnam aan het Wereldkampioenschap 1982 in Spanje. De WK-debutant strandde in de groepsfase, ondanks twee overwinningen in drie duels, nadat West-Duitsland en Oostenrijk (1-0) het op een akkoordje gooiden in de afsluitende wedstrijd in groep B, die de geschiedenisboeken is ingegaan als "Het bedrog van Gijón".

## Kwalificatie

### Eerste ronde
|             |              |       |          |          |
| 31 mei 1980 | Sierra Leone | 2 – 2 | Algerije | Freetown |
| 31 mei 1980 |              |       |          | Freetown |

|              |          |       |              |      |
| 13 juni 1980 | Algerije | 3 – 1 | Sierra Leone | Oran |
| 13 juni 1980 |          |       |              | Oran |

### Tweede ronde
|                  |          |       |        |             |
| 12 december 1980 | Algerije | 2 – 0 | Soedan | Constantine |
| 12 december 1980 |          |       |        | Constantine |

|                  |        |       |          |          |
| 28 december 1980 | Soedan | 1 – 1 | Algerije | Khartoum |
| 28 december 1980 |        |       |          | Khartoum |

### Derde ronde
|            |          |       |       |             |
| 1 mei 1981 | Algerije | 4 – 0 | Niger | Constantine |
| 1 mei 1981 |          |       |       | Constantine |

|             |       |       |          |        |
| 31 mei 1981 | Niger | 1 – 0 | Algerije | Niamey |
| 31 mei 1981 |       |       |          | Niamey |

### Finaleronde
|                 |         |       |          |        |
| 10 oktober 1981 | Nigeria | 0 – 2 | Algerije | Niamey |
| 10 oktober 1981 |         |       |          | Niamey |

|                 |          |       |         |             |
| 30 oktober 1981 | Algerije | 2 – 1 | Nigeria | Constantine |
| 30 oktober 1981 |          |       |         | Constantine |

## Selectie
| Nummer / Naam     | Nummer / Naam        | Geboortedatum | Caps | Goals | Club                      | Duels | Goal | Kreeg geel | Kreeg voor de tweede keer geel en dus rood | Weggestuurd |
| Doel              | Doel                 | Doel          | Doel | Doel  | Doel                      | Doel  | Doel | Doel       | Doel                                       | Doel        |
| ----------------- | -------------------- | ------------- | ---- | ----- | ------------------------- | ----- | ---- | ---------- | ------------------------------------------ | ----------- |
| 1                 | Mehdi Cerbah         | 03/01/1953    |      |       | RC Kouba                  | 3     | 0    | 0          | 0                                          | 0           |
| 21                | Mourad Amara         | 19/02/1959    |      |       | Jeunesse Sportive Kabylie | 0     | 0    | 0          | 0                                          | 0           |
| 22                | Yacine Bentaala      | 24/09/1955    |      |       | NA Hussein Dey            | 0     | 0    | 0          | 0                                          | 0           |
| Verdediging       |                      |               |      |       |                           |       |      |            |                                            |             |
| 2                 | Mahmoud Guendouz     | 24/02/1953    |      |       | NA Hussein Dey            | 3     | 0    | 0          | 0                                          | 0           |
| 3                 | Mustapha Kouici      | 16/04/1954    |      |       | CR Belouizdad             | 0     | 0    | 0          | 0                                          | 0           |
| 4                 | Noureddine Kourichi  | 12/04/1954    |      |       | Girondins Bordeaux        | 3     | 0    | 0          | 0                                          | 0           |
| 5                 | Chabane Merzekane    | 08/03/1959    |      |       | NA Hussein Dey            | 3     | 0    | 0          | 0                                          | 0           |
| 12                | Salah Larbes         | 16/09/1952    |      |       | Jeunesse Sportive Kabylie | 2     | 0    | 0          | 0                                          | 0           |
| 16                | Faouzi Mansouri      | 17/01/1956    |      |       | Montpellier HSC           | 3     | 0    | 1          | 0                                          | 0           |
| 17                | Abdelkader Horr      | 10/11/1953    |      |       | USM Alger                 | 0     | 0    | 0          | 0                                          | 0           |
| Middenveld        |                      |               |      |       |                           |       |      |            |                                            |             |
| 6                 | Ali Bencheikh        | 09/01/1955    |      |       | MC Alger                  | 0     | 0    | 0          | 0                                          | 0           |
| 8                 | Ali Fergani          | 21/09/1952    |      |       | Jeunesse Sportive Kabylie | 3     | 0    | 0          | 0                                          | 0           |
| 10                | Lakhdar Belloumi     | 29/12/1958    |      |       | GC Mascara                | 2     | 1    | 0          | 0                                          | 0           |
| 13                | Hocine Yahi          | 25/04/1960    |      |       | CR Belouizdad             | 1     | 0    | 0          | 0                                          | 0           |
| 15                | Mustapha Dahleb      | 08/02/1952    |      |       | Paris Saint-Germain       | 3     | 0    | 0          | 0                                          | 0           |
| 18                | Karim Maroc          | 05/03/1958    |      |       | Tours FC                  | 0     | 0    | 0          | 0                                          | 0           |
| 19                | Djamel Tlemcani      | 16/04/1955    |      |       | Stade de Reims            | 1     | 0    | 0          | 0                                          | 0           |
| 20                | Abdelmajid Bourebbou | 16/03/1951    |      |       | Stade Lavallois           | 1     | 0    | 0          | 0                                          | 0           |
| Aanval            |                      |               |      |       |                           |       |      |            |                                            |             |
| 7                 | Salah Assad          | 10/06/1958    |      |       | RC Kouba                  | 3     | 2    | 0          | 0                                          | 0           |
| 9                 | Tedj Bensaoula       | 01/12/1954    |      |       | MC Oran                   | 3     | 1    | 0          | 0                                          | 0           |
| 11                | Rabah Madjer         | 15/02/1958    |      |       | NA Hussein Dey            | 3     | 1    | 1          | 0                                          | 0           |
| 14                | Djamel Zidane        | 28/04/1955    |      |       | KV Kortrijk               | 2     | 0    | 0          | 0                                          | 0           |
| Bondscoach        |                      |               |      |       |                           |       |      |            |                                            |             |
| Vlag van Algerije | Mahieddine Khalef    | 17/01/1944    |      |       |                           |       |      |            |                                            |             |
| Vlag van Algerije | Rachid Mekhloufi     | 12/08/1936    |      |       |                           |       |      |            |                                            |             |

## Wereldkampioenschap

### Groep B
|                   |                           |           |                                       |                                                                           |
| 16 juni 17:15 uur | West-Duitsland            | 1 – 2     | Algerije                              | El Molinón, Gijón Toeschouwers: 42.000 Scheidsrechter: Enrique Labó (PER) |
| 16 juni 17:15 uur | Karl-Heinz Rummenigge 67' | (details) | 54' Rabah Madjer 68' Lakhdar Belloumi | El Molinón, Gijón Toeschouwers: 42.000 Scheidsrechter: Enrique Labó (PER) |

|                   |                                      |           |          |                                                                                          |
| 21 juni 17:15 uur | Oostenrijk                           | 2 – 0     | Algerije | Estadio Carlos Tartiere, Oviedo Toeschouwers: 22.000 Scheidsrechter: Tony Boskovic (AUS) |
| 21 juni 17:15 uur | Walter Schachner 55' Hans Krankl 67' | (details) |          | Estadio Carlos Tartiere, Oviedo Toeschouwers: 22.000 Scheidsrechter: Tony Boskovic (AUS) |

|                   |                                                   |           |                                                       |                                                                                          |
| 24 juni 17:15 uur | Algerije                                          | 3 – 2     | Chili                                                 | Estadio Carlos Tartiere, Oviedo Toeschouwers: 16.000 Scheidsrechter: Rómulo Méndez (GUA) |
| 24 juni 17:15 uur | Salah Assad 7' Salah Assad 31' Tedj Bensaoula 35' | (details) | 59' (pen) Miguel Ángel Neira 73' Juan Carlos Letelier | Estadio Carlos Tartiere, Oviedo Toeschouwers: 16.000 Scheidsrechter: Rómulo Méndez (GUA) |

### Eindstand
| Land           | Wed | Win | Gel | Ver | DV | DT | +/− | Pnt |
| -------------- | --- | --- | --- | --- | -- | -- | --- | --- |
| West-Duitsland | 3   | 2   | 0   | 1   | 6  | 3  | 3   | 4   |
| Oostenrijk     | 3   | 2   | 0   | 1   | 3  | 1  | 2   | 4   |
| Algerije       | 3   | 2   | 0   | 1   | 5  | 5  | 0   | 4   |
| Chili          | 3   | 0   | 0   | 3   | 3  | 8  | –5  | 0   |

FAF · A-internationals · Bondscoaches · Statistieken · Selecties · Algerijns vrouwenelftal · Olympisch elftal · Algerije U21 · Algerije U20 · Algerije U19 · Algerije U18 · Algerije U17
1957 – 1969 · 
1970 – 1979 · 
1980 – 1989 · 
1990 – 1999 · 
2000 – 2009 · 
2010 – 2019 ·
2020 − 2029
WK 1982 · 
WK 1986 · 
WK 2010 · 
WK 2014
OS 1980 · 
OS 2016
1957 · 
1958 · 
1959 ·
1960 · 
1961 · 
1962 · 
1963 · 
1964 · 
1965 · 
1966 · 
1967 · 
1968 · 
1969 ·
1970 · 
1971 · 
1972 · 
1973 · 
1974 · 
1975 · 
1976 · 
1977 · 
1978 · 
1979 ·
1980 · 
1981 · 
1982 · 
1983 · 
1984 · 
1985 · 
1986 · 
1987 · 
1988 · 
1989 · 
1990 · 
1991 · 
1992 · 
1993 · 
1994 · 
1995 · 
1996 · 
1997 · 
1998 · 
1999 · 
2000 · 
2001 · 
2002 · 
2003 · 
2004 · 
2005 · 
2006 · 
2007 · 
2008 · 
2009 · 
2010 · 
2011 ·
2012 ·
2013 ·
2014 ·
2015 ·
2016 ·
2017 ·
2018 ·
2019 ·
2020 ·
2021 ·
2022 ·
2023 ·
2024
Albanië ·
Angola ·
Argentinië ·
Armenië ·
Bahrein ·
Bangladesh ·
België ·
Benin ·
Bolivia ·
Bosnië en Herzegovina ·
Botswana ·
Brazilië ·
Bulgarije ·
Burkina Faso ·
Burundi ·
Centraal-Afrikaanse Republiek ·
Chili ·
China ·
Colombia ·
Congo-Brazzaville ·
Congo-Kinshasa ·
Cuba ·
Denemarken ·
Djibouti ·
DDR ·
Duitsland ·
Egypte ·
Engeland ·
Equatoriaal-Guinea ·
Ethiopië ·
Finland ·
Frankrijk ·
Gabon ·
Gambia ·
Ghana ·
Guinee ·
Guinee-Bissau ·
Hongarije ·
Ierland ·
Irak ·
Iran ·
Italië ·
Ivoorkust ·
Joegoslavië ·
Jordanië ·
Kaapverdië ·
Kameroen ·
Kenia ·
Koeweit ·
Lesotho ·
Libanon ·
Liberia ·
Libië ·
Luxemburg ·
Madagaskar ·
Malawi ·
Maleisië ·
Mali ·
Malta ·
Marokko ·
Mauritanië ·
Mexico ·
Mozambique ·
Namibië ·
Nepal ·
Niger ·
Nigeria ·
Noord-Ierland ·
Oeganda ·
Oman ·
Oostenrijk ·
Peru ·
Polen ·
Portugal ·
Qatar ·
Roemenië ·
Rusland ·
Rwanda ·
Saoedi-Arabië ·
Senegal ·
Servië ·
Seychellen ·
Sierra Leone ·
Slovenië ·
Slowakije ·
Soedan ·
Somalië ·
Sovjet-Unie ·
Spanje ·
Syrië ·
Tanzania ·
Togo ·
Tsjaad ·
Tunesië ·
Turkije ·
Uruguay ·
Verenigde Arabische Emiraten ·
Verenigde Staten ·
Zambia ·
Zimbabwe ·
Zuid-Afrika ·
Zuid-Jemen ·
Zuid-Korea ·
Zweden ·
Zwitserland
België (2014) · 
Chili (1982) · 
Duitsland (2014) · 
Engeland (2010) · 
Oostenrijk (1982) ·
Rusland (2014) ·
Senegal (2019, 2) ·
Slovenië (2010) · 
Verenigde Staten (2010) ·
West-Duitsland (1982) · 
Zuid-Korea (2014)